# Ново-Петровская волость (Московская губерния)
Ново-Петровская волость — волость в составе Рузского и Воскресенского уездов Московской губернии. Существовала до 1929 года. Центром волости было село Петровское.
Ново-Петровская волость Рузского уезда была образована в 1917—1918 годах.
По данным 1919 года в Ново-Петровской волости было 32 сельсовета: Бодровский, Бутырский, Васильевский I, Васильевский II, Веретенковский, Верхне-Васильевский, Горковский, Долевский, Дуплевский, Кореньковский, Куровский, Леоновский, Марковский, Медведковский, Надеждинский, Назаровский, Нижне-Василевский, Парфеновский, Петровский, Поноевский, Поспеловский, Пречистовский, Рубцовский, Рыбушкинский, Рыжковский, Савельевский, Семенковский, Тепловский, Хаминовский, Холуяновский, Чудцевский, Ядроминский.
9 марта 1921 года Ново-Петровская волость была передана в новообразованный Воскресенский уезд.
По данным 1921 года в Ново-Петровской волости было 17 сельсоветов: Бодровский, Васильевско-Голохвостовский, Кадниковский, Кореньковский, Марьинский, Надеждинский, Назаровский, Петровский, Поноевский, Рубцовский, Савельевский, Семенковский, Устиновский, Хаминовский, Чановский, Чудцевский, Шишаихский, Ядроминский.
В 1922 году Бодровский с/с был переименован в Верхне-Васильевский, Кореньковский — в Головинский, Рубцовский — в Рыжковский, Савельевский — в Куровский, Чановский — в Марковский. Был упразднён Хаминовский с/с.
В 1924 году Кадниковский и Марьинский с/с были объединены в Тепловский с/с, Рыжковский и Ядроминский с/с объединены в Дуплевский с/с. Шишихский с/с был присоединён к Марковскому, который при этом был переименован в Долевский. Васильевско-Голохвостовский с/с был присоединён к Часовенскому, Головинский и Устиновский — к Петровскому, Куровский — к Верхне-Васильевскому, Надеждинский — к Чудцевскому, Покоевский — к Назаровскому.
В 1927 году из Долевского с/с был выделен Чановский, из Назаровского — Покоевский, из Дуплевского — Рубцовский и национальный с/с колонии им. Томпа.
В ходе реформы административно-территориального деления СССР в 1929 году Ново-Петровская волость была упразднена.